# Uruk-hai
(Il Signore degli Anelli, Le due torri.)
Gli Uruk-hai sono una razza di Arda, l'universo immaginario creato dallo scrittore inglese J.R.R. Tolkien. Sono una particolare razza di Orchi della Terra di Mezzo. Sono presenti nel Signore degli Anelli. Fanno apparizione durante la Terza Era e servono Saruman.

## Origine
Le loro origini sono incerte: sebbene taluni attribuiscano la loro creazione a Saruman, pare piuttosto che quest'ultimo non facesse altro che imitare la creazione degli Uruk-hai di Mordor che Sauron aveva compiuto molto tempo prima, rendendoli solo più alti e resistenti, così come attestato nelle varie fonti tolkieniane. Persino Aragorn non riesce a determinarne la razza quando li vede per la prima volta alle pendici di Amon Hen. Barbalbero ipotizza che Saruman abbia incrociato Orchi e Uomini per creare gli Uruk-hai. Gamling, uno dei soldati di Rohan, ipotizza invece che gli Uruk-hai possano essere Mezzi-orchi o ancora uomini-goblin.

## Aspetto e comportamento
(Il Signore degli Anelli, Le due torri)

Un gruppo di Uruk-hai nell'adattamento cinematografico di Peter Jackson.

Tolkien descrive gli Uruk-hai come Orchi molto più alti del normale, di carnagione bruna e con occhi obliqui, aventi grandi mani e gambe massicce. Anche l'equipaggiamento si distacca da quello delle comuni etnie orchesche: invece delle comuni scimitarre ricurve, brandiscono spade corte e larghe e archi di legno di tasso, con frecce nere, uguali a quelli degli Uomini. Sono muniti di scudi sui quali è incisa una piccola mano bianca su fondo nero. In testa invece, portavano grandi elmi di ferro con incastonata al centro un S runica in metallo bianco, significante l'iniziale di Saruman. Gli Uruk-hai sono insomma guerrieri d'élite, creati ai soli fini bellici, dato che posseggono resistenza e forza maggiori rispetto ai comuni orchi. Tuttavia, restano pur sempre Orchi e quindi sono più piccoli, deboli, tarati e mentalmente inferiori ai guerrieri umani o ai mezzi orchi.
 Un'altra loro caratterista speciale che li contraddistingue, dai comuni orchi di Mordor (o Lugbúrz come loro preferiscono chiamare), e dai goblin delle Montagne Nebbiose, è la resistenza alla luce del sole. Essi infatti, pur odiandolo comunque, riescono a sopportarne i raggi, riuscendo così a muoversi in pieno giorno senza alcun vincolo o restrizione. Amano nutrirsi di carne (specialmente umana) e vantarsi della propria razza: durante la battaglia del Fosso di Helm, essi si appellano più volte con superbia "Gli Invincibili Uruk-hai". Tale caratteristica fa sì che disprezzino, oltre al proprio nemico, le altre razze di orchi. Nonostante ciò, durante la Battaglia del Trombatorrione, danno più volte prova della loro codardia (caratteristica indelebile di qualsiasi Orco, qualunque sia la razza), fuggendo in preda al panico più volte innanzi alla costante resistenza dei difensori dell'Ovestfalda.
Nell'adattamento cinematografico di Peter Jackson, gli Uruk-hai sono alti come esseri umani e molto muscolosi e sono tutti provvisti di lunghi capelli che variano dal nero, dal marrone e in poche occasioni ad un colore ancora più chiaro. Nel romanzo questo aspetto non viene mai specificato dall'autore. Inoltre non sono presenti individui Berserker, che nel film sono invece truppe d'assalto con l'obiettivo di ottenere teste di ponte.

## Storia
Gli Uruk-hai hanno un ruolo importante nel romanzo Il Signore degli Anelli in cui, oltre ad essere al servizio di Sauron, sono anche servitori di Saruman il Bianco. Lo stregone, infatti, crea questa razza allo scopo di creare un potentissimo esercito in grado di distruggere il popolo di Rohan e poi di deporre Sauron dal suo ruolo di Oscuro Signore. La prima apparizione di un Uruk è a Brea. Qui appare come un uomo incappucciato alto e scuro con occhi strani, una creatura che poi Aragorn sembra ipotizzare essere un Uruk-hai o forse un "mezz'orco".
Alcuni Uruk-hai, presumibilmente, vengono affrontati dalla Compagnia dell'Anello durante il viaggio a Moria. In seguito Saruman invierà alcuni Uruk-hai ed orchi per catturare gli Hobbit ed uccidere i restanti membri della Compagnia dell'Anello. Ed è proprio in questa occasione che gli Uruk-hai uccidono a colpi di frecce Boromir mentre era intento nel proteggere Pipino e Merry. Successivamente, durante una sosta nei pressi della Foresta di Fangorn, il gruppo viene ucciso da Éomer e dai suoi Cavalieri. Questo attacco permette a Pipino e Merry di fuggire e di rifugiarsi al sicuro.
Successivamente gli Uruk-hai, insieme ad Orchi, mezz'orchi e dai guerrieri del Dunland, attaccano il Fosso di Helm, venendo però sconfitti.

## Etimologia
Il termine Uruk-hai deriva dalla parola Uruk, che nel Linguaggio nero significa Orco, collegata al termine Quenya Urko dallo stesso significato.
Nonostante gli Uruk-hai siano presenti sia in Mordor che a Isengard spesso non viene fatta distinzione tra loro e i loro cugini più piccoli e possono essere definiti entrambi per semplicità "Orchi".

## Adattamenti
(Gimli, Il Signore degli Anelli - Le due torri)
Nella trasposizione cinematografica curata da Peter Jackson, gli Uruk-hai sono ben caratterizzati e distinti dagli Orchi, ma possiedono una descrizione molto diversa da quella del libro. Mentre nel romanzo gli Uruk-hai sono più piccoli, deboli e tarati dei comuni esseri umani, nel film la situazione è stata invertita. Inoltre, sempre nel film, sono anche ricoperti d'acciaio, laddove nel libro non erano quasi mai armati in maniera così complessa.
Nel film gli Uruk-hai compaiono molto più spesso che nel libro. Nella battaglia del Fosso di Helm sono in 10.000 e il loro esercito è diviso in più unità: guerrieri con scudo; picchieri col compito di contrastare la cavalleria di Rohan; balestrieri (le balestre non sono menzionate nel libro); genieri per le operazioni d'assedio (tra le quali piazzare gli esplosivi); ed infine la truppa d'assalto (berserker), che, proiettata sulle mura nemiche con delle scale, si lancia tra i difensori con il compito di aprire una testa di ponte sulle mura, permettendo ai compagni di salire le scale. Nel romanzo, l'armata di Saruman è, invece, costituita non solo da Uruk, ma anche da Orchi, mezz'orchi e dai guerrieri del Dunland.
Compaiono anche ne Il ritorno del re. Qui gli Uruk-hai sono difficilmente distinguibili nella massa di Uruk di Mordore d'Orchi di Mordor, ma sono riconoscibili nella torre di Cirith Ungol, dove sono comandati da Shagrat (a sua volta un Uruk-hai nella versione cinematografica) e dove partecipano alla rissa con Orchi di Gorbag, per poi affrontare Samvise Gamgee.